# Lucas Saatkamp
Lucas Saatkamp (ur. 6 marca 1986 roku w Lajeado) – brazylijski siatkarz, reprezentant kraju.
Zawodową karierę rozpoczął w sezonie 2004/2005 w zespole Sport Club Ulbra zajmując 5. miejsce w brazylijskiej Superlidze. Siatkarz spędził łącznie 3 sezony w tym klubie, aby zakończyć ten okres 3. miejscem w Superlidze zdobytym w sezonie 2006/2007. Po tym najbardziej udanym dla niego sezonie Lucas przeniósł się do drużyny Cimed Florianópolis. Pierwszy sezon w nowym klubie zakończył zdobyciem mistrzostwa Superligi, co pozostaje obecnie dla niego największym klubowym sukcesem.
W czerwcu 2016 roku urodził mu się syn.
Po ostatnim rozegranym meczu na Igrzyskach Olimpijskich 2024 w Paryżu postanowił zakończyć występy w reprezentacji Brazylii.

## Sukcesy klubowe
Mistrzostwo Brazylii:
- 2008, 2009, 2010, 2013, 2019, 2021, 2023[4], 2025[5]
- 2007, 2014, 2015, 2018
- 2011, 2017

Klubowe Mistrzostwa Ameryki Południowej:
- 2009, 2023[6], 2024[7], 2025[8]
- 2010
- 2013, 2020, 2022[9]

Superpuchar Włoch:
- 2015

Puchar Włoch:
- 2016

Mistrzostwo Włoch:
- 2016

Superpuchar Brazylii:
- 2019, 2020, 2022[10],  2024[11]

Klubowe Mistrzostwa Świata:
- 2024[12]
- 2022[13]

Puchar Brazylii:
- 2023[14], 2024[15]

## Sukcesy reprezentacyjne
Mistrzostwa Świata Juniorów:
- 2005

Igrzyska Panamerykańskie:
- 2007

Puchar Ameryki:
- 2007, 2008

Puchar Świata:
- 2007, 2019
- 2011

Liga Światowa:
- 2009, 2010
- 2011, 2013, 2014, 2016, 2017

Mistrzostwa Ameryki Południowej:
- 2009, 2011, 2013, 2015, 2017, 2021
- 2023[16]

Puchar Wielkich Mistrzów:
- 2009, 2013, 2017

Memoriał Huberta Jerzego Wagnera:
- 2010, 2019

Mistrzostwa Świata:
- 2010
- 2014, 2018
- 2022[17]

Igrzyska Olimpijskie:
- 2016
- 2012

Liga Narodów:
- 2021

## Nagrody indywidualne
- 2007: Najlepszy zagrywający Pucharu Ameryki
- 2008: Najlepszy blokujący brazylijskiej Superligi
- 2008: Wybór do najlepszej szóstki sezonu w brazylijskiej Superligi
- 2013: Najlepszy punktujący Klubowych Mistrzostw Ameryki Południowej
- 2014: Najlepszy blokujący Ligi Światowej
- 2017: Najlepszy środkowy Pucharu Wielkich Mistrzów
- 2018: Najlepszy środkowy Mistrzostw Świata
- 2019: Najlepszy środkowy Pucharu Świata
- 2023: Najlepszy środkowy Klubowych Mistrzostw Ameryki Południowej[18]
- 2024: Najlepszy środkowy Klubowych Mistrzostw Świata[19]
- 2025: Najlepszy środkowy Klubowych Mistrzostw Ameryki Południowej[20]